# Psilopa nigritella
Psilopa nigritella är en tvåvingeart som beskrevs av Christian Stenhammar 1844. Psilopa nigritella ingår i släktet Psilopa och familjen vattenflugor. Arten är reproducerande i Sverige. Inga underarter finns listade i Catalogue of Life.